# Mickey (曲)
Mickey（ミッキー）は、米国のポップス楽曲である。

## 原曲
もともとは1979年にイギリスの音楽グループ、レイシーが発表した『キティ』という楽曲が原曲である。この曲は大ヒットには至らなかったが、1982年に女性歌手で振り付け師のトニー・バジルがカバーし、一躍有名になった。原曲のタイトルであり、女性の愛称である『キティ』を男性の愛称である『ミッキー』に、歌詞を恋する少女をイメージしたものに変えた形でカバーし、ビルボード・チャートで1位に、全英シングルチャートで2位に上り詰める大ヒットとなった。シングル盤の累計売上は200万枚。
トニー・バジル版のEPジャケット[:en]及びトニー・バジル自らが振り付けを担当したミュージック・ビデオからも窺える通り、チアリーディングやダンスの表題曲として使われることも非常に多く、世界で最も有名なチアリーディングの曲という認識もなされている。
もともとこのトニー・バジル版自体がカバーであったが、このバージョンが世界的に有名になったため、更なるカバーバージョンが数多く発表されている。
1983年にアル・ヤンコビックが『リッキー』というパロディを発表し、ビルボードのHOT 100で63位にランクインさせている。
1999年には、イギリスのポップ・ミュージック歌手ロリーがリリースしたカバーが、全英シングルチャートでオリジナルのトニー・バジル版に迫る4位になった。
2000年にはビー・ウィッチドがカバーし、映画『チアーズ!』のサウンドトラック盤とアメリカ限定発売のミニアルバム『Across America 2000』に収録された。
2002年には、PlayStation 2（韓国発売版）の広告として使用された。
日本では、フジテレビ系バラエティ番組『ワンナイR&R』から登場したガレッジセールのゴリ扮するキャラクター・松浦ゴリエの実質的なテーマ曲となり、2004年には日本語詞で正式にカバーした形でシングルリリースされた。以降の項ではこの作品について記述する。
| 先代 トゥルーリー by ライオネル・リッチー | Billboard Hot 100 ナンバーワン・シングル 1982年12月11日 | 次代 マンイーター by ダリル・ホール&ジョン・オーツ |

## Mickey (2004年)
「Mickey」（ミッキー）は、Gorie with Jasmine & Joannのデビューシングル。2004年9月8日発売。発売元はR and C。

### 解説
バラエティ番組『ワンナイR&R』のコント内で作られたキャラクター・松浦ゴリエの登場曲として使用されていたトニー・バジルの「ミッキー」を、歌詞を日本語詞に書き換えた上でカバーした楽曲。同じ番組から誕生したユニット・くずがオリコンシングルチャート1位を獲得した「全てが僕の力になる!」の売り上げを超えることを目標として発売された。
歌唱には日本で活動している外国人タレント、ジャスミン・アレン（現・ジャスミン・S）とジョアン・ヤマザキ（ジョアン・山崎）が参加。クレジット上の名義はGorie with Jasumine & JoannとGorie（ゴリ）がメインであるが、楽曲の大部分はジャスミンとジョアンのパートによるものであり、ゴリの歌唱は肝心のサビでも1コーラスしかない。これは以降発売される2枚以降のシングルでは更に歌唱が削られており（次作「Pecori ♥ Night」及び「恋のPecori ♥ lesson」では一言叫ぶだけである）皮肉にも本作が最もゴリの歌唱が多い作品である。サビ部分のレコーディングはされており、本人もやる気は十分にあったが、歌唱力の難と、楽曲の印象を下げないためという半ば“大人の事情”で大幅に歌唱部分が削られたというのが実際のところである、とゴリは語っている。
初回盤は“ゴリエ箱”と題した特製の箱型ケースでのセットで、価格は2,625円（消費税込）と2004年時点の日本におけるシングル作品としては高額。特典として特製パンツと「ゴリエと行くハワイ旅行」応募ハガキが付いていた。これはくずが先に発売した“くず箱”にあやかったもの（こちらも同様に高額であった）。通常盤はCDと初回盤にも付属していたDVDの2枚組仕様で1,500円（消費税込）、CDのみのバージョンは発売されていない。DVDは同曲のPVを収録したもの。なお、音楽番組にも出演しなかった。
シングルは発売1週目の初動売上だけで10万枚以上を売り上げ、くず同様オリコンシングルチャート1位を獲得。2週目も1位となり、カバー作品のデビューシングルがオリコン2週連続1位となるのは、1981年に発売された薬師丸ひろ子「セーラー服と機関銃」以来23年ぶりであり。お笑いタレントのシングルがオリコン2週連続1位となるのは、1995年に発売されたH Jungle With t「WOW WAR TONIGHT 〜時には起こせよムーヴメント」以来9年半ぶりである。同年のオリコン年間シングルチャートでも10位にチャートインする大ヒットとなり、くず（41位）を上回った。
なお、本作のタイトルは「Mickey」であるが、収録曲に「Mickey」という楽曲はない。音楽番組などでオンエアーされているのは1曲目の「Mickey (Hawaii version)」である。また、表記上のレーベルは“GORIE LABEL”となっているが、B'zのVERMILLION RECORDSやサザンオールスターズのタイシタレーベル、ポケットモンスターのピカチュウレコードのような専用レーベルが作られたわけではなく、実際の発売元はR and Cである。

### 収録曲
1. Mickey (Hawaii version)
（作詞・作曲：Michael Donald Chapman / Nicky Chinn、日本語詞：ゴリエ美化委員会、編曲：TOMISIRO <掛川陽介 & 本澤尚之>)
2. Mickey (Drive version) instrumental
（作曲：Michael Donald Chapman / Nicky Chinn、編曲：TOMISIRO）
3. Mickey (Ukulele version) instrumental
（作曲:Michael Donald Chapman / Nicky Chinn、編曲：TOMISIRO）
4. おしゃべり特典
発祥となった『ワンナイR&R』に登場するキャラクターが次々と登場し、セリフや会話が展開されていくもの。楽曲というよりは、完全におしゃべりのみのコントである。出演は落武者、ゴリエ、リサコ、野田社長（野田義治のパロディ）、Gパン刑事、ゴリケル・ジャクソン、シャルル・ド・フランソワ・バー・パンダ・ジャンヌ・ピエール・デ・オンディーヌ。